# Messe de Tournai

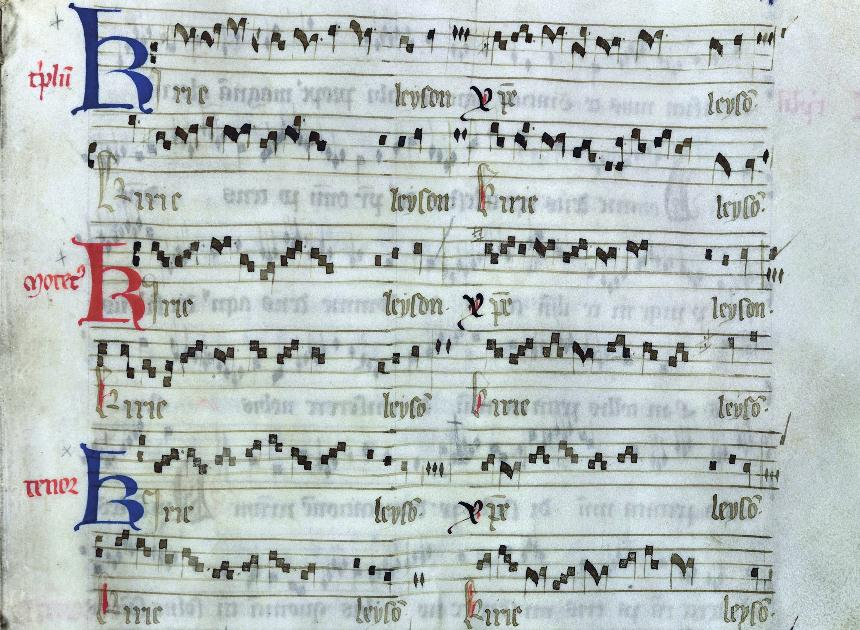

La messe de Tournai comprend des mouvements polyphoniques à trois voix destinés à l'Ordinaire de la messe. Datés du XIVe siècle, ils sont réunis dans le manuscrit 27 de la bibliothèque de la Cathédrale Notre-Dame de Tournai, et le ou les auteurs ne sont pas identifiés. 

## Forme et structure
La messe de Tournai comprend six mouvements : le Kyrie, le Gloria, le Credo, le Sanctus, l'Agnus Dei et un Ite Missa est. Le Kyrie, le Sanctus et l'Agnus Dei sont écrits en notation mesurée franconienne et présentent des analogies avec les conduits polyphoniques. Le Gloria et le Credo sont composés dans le style de l'Ars nova, avec pour le Gloria un Amen très développé. Le dernier mouvement de messe est composé dans le style du motet pluritextuel (chaque voix dit un texte différent) comme ceux du manuscrit de Montpellier, et son écriture est isorythmique.
La récente découverte de deux canons dans ce manuscrit modifie l'histoire du genre canonique.